# Os pair
Les os pairs, contrairement aux os impairs, sont des os présent en deux exemplaires symétriques dans le squelette humain adulte. Le squelette étant symétrique, les os pairs se situent sur les côtés du corps (de part et d'autre du plan sagittal).
On peut distinguer deux catégories d'os pairs : les os propres du squelette et les os sésamoïdes.